# Scinax squalirostris
Scinax squalirostris é uma espécie de anfíbio da família Hylidae. Pode ser encontrada no Uruguai, Argentina, Paraguai, Bolívia e Brasil.